# وولفغانغ أنزيكر
وولفغانغ أنزيكر (بالألمانية: Wolfgang Unzicker)‏ ولد في بيرمازنز بألمانيا يوم 26 جوان عام1925، وتوفي في ألبوفيرا بالبرتغال يوم 20 أفريل عام 2006، كان لاعب شطرنج وأستاذا كبيرا ألمانيا. وأحد أفضل اللاعبين الألمان بين الأعوام 1945 و1960.
قرر أنزيكر عددم خوض مسيرة احترافية في الشطرنج وامتهن المحاماة كمهنة أساسية، وكان أفضل لاعب هاوي في العالم للشطرنج حيث لقبه أناتولي كاربوف «بطل العالم للاعبين الهواة».

## نتائجه
تشمل نتائجه في البطولات التعادل على المركز الأول (+6 −0 =9) مع بوريس سباسكي في ذكرى شيغورين 1965 بسوتشين والأول في ماريبور 1967 سابقا صموئيل ريشفسكي، والأول في أمستردام 1980 أين تعادل مع هانز ري. في 1950 تشارك جائزة أفضل أعلى-رقعة بنتيجة (+9 −1 =4) مع ميغيل ناجدورف لأدائه في الرقعة الأولى لفريق ألمانيا الغربية في أولمبياد دوبروفنيك. وفي تل أبيب 1964 أحرز أنزيكر 13.5 نقطة باللعب في الرقعة الأولى لألمانيا الغربية وفاز بالميدالية البرونزية نتيجة فوزهم على فريق الاتحاد السوفيتي. وتشارك المركز الرابع (+2 −1 =14) مع لاجوس بورتيش في كأس بياتيغورسكي في سانتا مونيكا (كاليفورنيا) 1966 حيث احتل بوبي فيشر، بنت لارسن المركزين الأولين. تفوق أنزيكر على بطل العالم تيجران بتروسيان، وصموئيل ريشفسكي، ميغيل ناجدورف وبوريسلاف إيفكوف وهاين دونر في هيستينغز 1969–70، وحل ثانيا (+4 −0 =5) بعد لاجوس بورتيش وقبل سيتوزار غليغوريتش وبطل العالم السابق فاسيلي سميسلوف. أنزيكر حل ثانيا (+3 −2 =7) بعد فيكتور كورتشنوي في جنوب إفريقيا 1979. وبعد الاعتزال أصبح حكما بينما استمر في اللعب بالرقعة الأولى لفريق نادي «تاراش ميونخ».

## روابط خارجية
- وولفغانغ أنزيكر على موقع IMDb (الإنجليزية)
- وولفغانغ أنزيكر على موقع مونزينجر (الألمانية)

- وولفغانغ أنزيكر على موقع مباريات الشطرنج (الإنجليزية)
- وولفغانغ أنزيكر على موقع 365Chess.com (الإنجليزية)
- وولفغانغ أنزيكر على موقع Chesstempo.com (الإنجليزية)
- وولفغانغ أنزيكر سجل أولمبياد الشطرنج على موقع OlimpBase.org (الإنجليزية)